# Jan Wojtkowiak
Jan Wojtkowiak SVD (ur. 18 grudnia 1917 w Bruczkowie, zm. 25 grudnia 1940 w Mauthausen-Gusen) – polski kleryk katolicki, Sługa Boży Kościoła katolickiego.
20 grudnia 1917 roku został ochrzczony, a do Pierwszej Komunii Świętej przystąpił 19 maja 1929. W 1933 roku podjął naukę w Małym Seminarium w Bruczkowie, a po ukończeniu Niższego Seminarium Duchownego pw. Królowej Apostołów w Rybniku w 1939 roku wstąpił nowicjatu w Chludowie.
Po wybuchu II wojny światowej, 25 stycznia 1940, Niemcy internowali wszystkich przebywających w Domu Misyjnym duchownych i utworzyli obóz przejściowy dla zakonników i księży z okolicy. 19 maja złożył w trybie przyśpieszonym pierwsze śluby zakonne. Aresztowany został 22 maja 1940 roku i przewieziony do Fortu VII w Poznaniu, później do hitlerowskiego obozu koncentracyjnego Dachau (KL) (oznaczony pod numerem 11432), a stamtąd 2 sierpnia do Mauthausen-Gusen (gdzie nadano mu numer 7320).
Tam wyniszczony ciężką pracą zachorował i wyrzucony do przedsionka zamarzł. Jego zwłoki spalono w krematorium.
Jest jednym z 122 Sług Bożych, wobec których 17 września 2003 roku rozpoczął się proces beatyfikacyjny drugiej grupy męczenników z okresu II wojny światowej. 23 kwietnia 2008 roku zamknięto proces rogatoryjny (diecezjalny etap procesu beatyfikacyjnego).

## Źródła internetowe
- Notatka biograficzna
- MARTYRS KILLED IN ODIUM FIDEI BY THE NAZIS DURING THE SECOND WORLD WAR (III) (poz. 38) (ang.)